# Парк Перемоги (Боярка)
Шаблон:Парк-пам'ятка садово-паркового мистецтва
Парк Перемоги — парк-пам’ятка садово-паркового мистецтва місцевого значення, розташований у місті Боярка Фастівського району Київської області. Має статус об’єкта природно-заповідного фонду. Статус надано рішенням Київської обласної ради від 21 березня 2023 року № 520-16-VIII.

## Історія
У 2022 році Боярська міська рада ухвалила рішення про погодження створення парку-пам’ятки садово-паркового мистецтва місцевого значення «Парк Перемоги» площею 5,1538 га. Рішення про надання статусу було затверджено на рівні області у 2023 році.

## Опис
Парк розташований на вулиці Хрещатик у місті Боярка. Територія парку поділена на дві зони: одна призначена для проведення меморіальних заходів, інша — для активного відпочинку мешканців та гостей міста, особливо з дітьми. У зоні для активного дитячого відпочинку передбачається встановлення відповідної ігрової інфраструктури. Для батьків заплановано організацію проведення музичних та літературних заходів, тренінгів, майстер-класів, виставок, презентацій тощо.

## Значення
Парк Перемоги є важливим елементом природно-заповідного фонду Київської області та відіграє значну роль у збереженні зелених насаджень міста Боярка. Він також служить місцем для проведення культурних та меморіальних заходів, сприяючи розвитку туризму та підвищенню якості життя мешканців міста.